# Mancipatio
A mancipatio az ókori római jogban a tulajdonjog megszerzésének ünnepélyes módja volt. Látszólagos vételi ügylet alakjában öt tanú és egy mérlegtartó (libripens) jelenlétében történt. A vevő megfogta az ingó dolgot bizonyos ünnepélyes szavak kíséretében és egy ércdarabbal (amely a vételár jelképéül szolgált), ráütött a mérlegre és az ércdarabot átadta az eladónak. Ezt a vételt per aes et libram (érc és mérleg útján) névvel illették. Itália földjén fekvő ingatlanokat (praedia in italico solo), rabszolgákat, vonó és teherhordó állatokat és mezei telki szolgalmakat csakis mancipatio által lehetett tulajdonul megszerezni. Az egyszerű átadás (traditio) nem volt elégséges. Ezeket a dolgokat res mancipinak nevezték, ellentétben a res nec mancipi dolgokkal, amelyeket átadással meg lehetett szerezni.
A mancipatio intézményét, amelyet  már a posztklasszikus időkben is igen ritkán használtak, Iustinianus törölte el.